# Перезаряжание

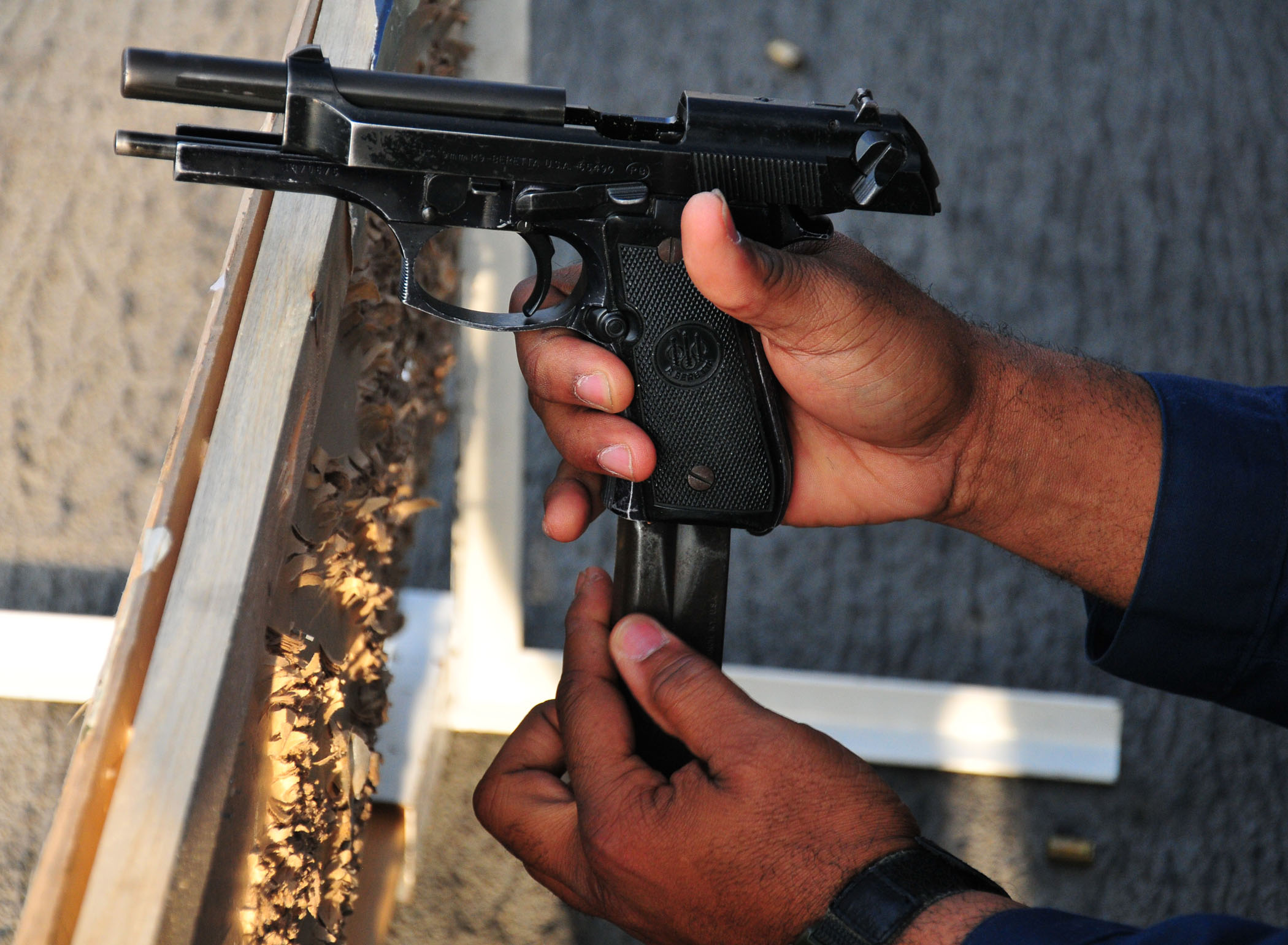
Перезарядка пистолета M9

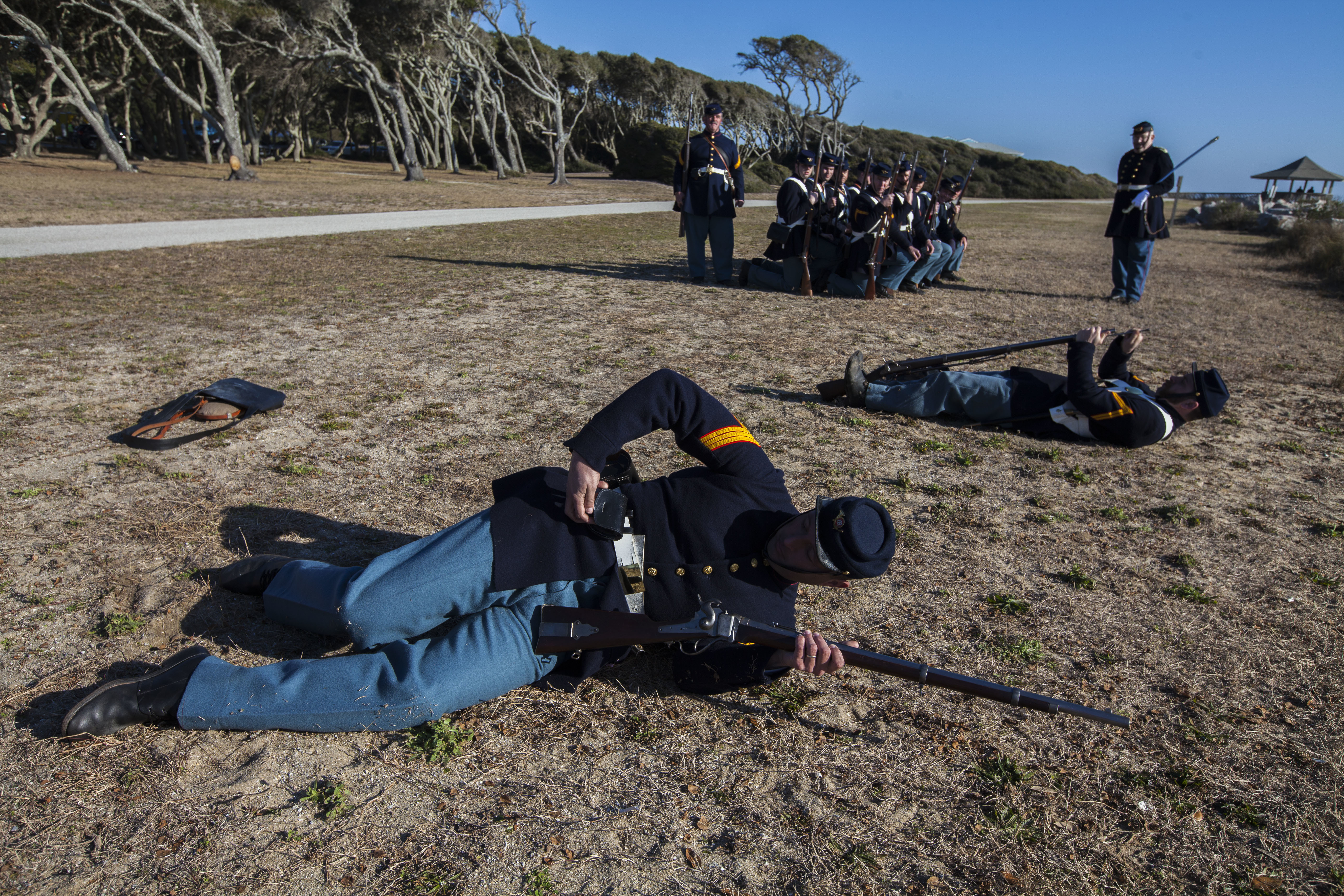
Перезаряжание казнозарядной (на переднем плане) и дульнозарядной винтовок в положении лёжа

Перезаряжание — совокупность процессов, происходящих в стрелковом оружии с целью подготовки его к последующему выстрелу. Также, часто, под перезаряжанием понимают заряжание оружия (смену магазина, зарядку обоймы).
Перезаряжание может осуществляться:
- полностью вручную.
- в разной степени автоматизировано.
- полностью автоматически.

Ручное перезаряжание может осуществляться с помощью дополнительных приспособлений. Так, например, при перезаряжании пищали, аркебузы и мушкета порох в стволе оружия утрамбовывали с дульной стороны шомполом.
Автоматизированное и автоматическое перезаряжание обеспечивается рядом устройств, называемых механизмами перезаряжания.
Перезаряжание характеризуется:
- временем.
- сложностью процесса (в том числе количество действий, необходимой физической силой, необходимой координацией движения и т. п.).
- надёжностью.